# Serú Girán (canción)
«Serú Girán» es una canción del grupo argentino de rock Serú Girán, perteneciente a su álbum homónimo, publicado en 1978. Fue compuesto por Charly García, quien lo canta junto a David Lebón.

## La letra
La canción está escrita en un idioma inventado por García y Lebón, que contiene algunas palabras que serían títulos de otras canciones del álbum, como "Seminare", "Eiti Leda" y "Cosmigonón".